# IF Saab
El IF Saab fue un equipo de fútbol de Suecia que alguna vez jugó en la Allsvenskan, la primera división de fútbol en el país.

## Historia
Fue fundado en 1941 en la ciudad de Linköping en el condado de Östergötland como un club multideportivo con secciones en bandy, boxeo, tenis de mesa, gimnasia, balonmano, orientación, ciclismo, esquí, tenis, varpa y atletismo.
Logró jugar por primera y única vez en la Allsvenskan en la temporada de 1973, en la cual terminaron en último lugar entre 14 equipos y descendieron junto al Örgryte IS.
Tras su descenso, el club cayó hasta formar parte de las ligas regionales en Suecia hasta su desaparición en 1981 tras fusionarse con en BK Derby y formar al Linköpings FF.

## Palmarés
- Division 2 Norrland: 1

1970

## Jugadores

### Jugadores destacados
- Pierre Thorsson